# Déry Mihály
Déry Mihály (Mráz Mihály) (Galgahévíz, 1809. szeptember 7. – Budapest, 1891. március 7.), a Szent Rókus Kórház lelkésze, katolikus pap.

## Családja és származása
A római katolikus nemesi származású csalai Déry családnak a sarja. Apja csalai Mraz György (1785–1829), galgahévízi kántortanító, anyja Juhász Terézia volt. Öccsei: Mráz István, hatvani kántortanító, valamint csalai Déry József (1820–1894), pesti köz- és váltó ügyvéd, akinek az gyermekei: csalai Déry Béla (1868–1932), festőművész, a Nemzeti Szalon igazgatója, magyar királyi miniszteri biztos, magyar királyi kormánybiztos, emléklapos tartalékos főhadnagy, valamint csalai Déry József (1866–1937), ítélőtáblai bíró, a Magyar Turista Egyesület tiszteletbeli elnöke, tartalékos hadbíró-ezredes, a Ferenc József-rend lovagja, festőművész, turista, hegymászó.

## Élete
1818-ban szülői a német nyelv megtanulása végett Budára adták iskolába, hol a két alsóbb osztályt és a két első grammatikait végezte. Itt ismerkedett meg 1819-ben Szalay Ágostonnal s öccsével Szalay Lászlóval, a későbbi nagynevű történetíróval és jogtudóssal. A két ifjút irodalmi kísérleteik az agg Virág Benedekhez vezették, kinek példája Déry lelkületére elhatározó befolyással volt. A 3. és 4. grammatikát és az első humaniorát Vácon a piarista rendieknél, a másodikat ismét Budán, az első bölcseletet pedig Pesten az egyetemen végezte. A hatodik osztály végeztével 1827-ben beállott az esztergom főegyházmegyei növendék papok közé s a teológiára a pesti központi papnevelőbe küldték; itt az egyházirodalmi magyar iskolának munkás tagja volt. 
1833. szeptember 11-én misés pappá szentelték, azután segédlelkész volt Komáromban, (ahol Czuczor Gergellyel barátkozott) és 1834. július 9-étől Budaújlakon; 1835. április 1-jétől a Pest belvárosi plébánián. Az 1838-as pesti árvíz alkalmával önfeláldozó tevékenységével többek életét mentette meg. 1843. november 11-én foglalta el a Szent Rókus Kórház lelkészi állomását, melyet haláláig viselt. 1846. július 9-én a király kinevezte őt egyházi könyvbírálónak, mely tisztét, lelkészi foglalkozása mellett az 1848-as átalakulásig viselte; ekkor változtatta Mráz vezetéknevét Déry-re; ugyanakkor a királyi városok alkotmányos átalakulásának és szervezésének kezdetén Pest város testületébe képviselőnek választatott és leszámítva a magyar alkotmány felfüggesztésének idejét, polgártársainak bizalmát haláláig bírta. 
1883. szeptember 11-én ötvenéves papi jubileumát a főváros polgársága rendkívüli közgyűléssel ünnepelte meg; ekkor működése helyén arcképét leplezték le s 3000 fővárosi polgár aláírásával albumot és ezüst serleget nyújtottak át neki. Budapest hatósága a főváros egyik utcáját róla nevezte el.

## Munkái
- Lehet-e a vegyes házasságoktól a beszentelést törvényesen megtagadni. Buda, 1840. (2. kiadás, némely ellenvetésekkel bővítve, Pest, 1841.)
- Országos nemes-e a magyar alrendű pap? Pest, 1842. (Ism. Religió és Nevelés, 1842. II. 6. 7. sz.)

Számos politikai cikket és értekezést írt a hírlapokba; így a Religio és Nevelésbe (1842); a Lipthay Sándor által szerkesztett Nemzeti Újságnak, a Világnak és Budapesti Híradónak rendes munkatársa volt.